# ToJa
ToJa ist eine deutsche Rockband aus Mühlheim am Main.

## Geschichte
ToJa wurde 1997 von Thomas „Tommy“ Rinn (Gesang) und Jan „JJ“ Thielking (Gitarre, Keyboard, Gesang) gegründet.
Der Name setzt sich aus den beiden Anfangsbuchstaben der Bandgründer zusammen. Produzent und Unterstützer in den ersten Jahren war Andreas Ecker, der als Keyboarder und Produzent zu Beginn der 1990er Jahre zu lokaler Bekanntheit gelangte. In seinem Studio wurden auch die ersten beiden ToJa Alben produziert. Rinn und Thielking waren vor ToJa Mitglieder der aus Frankfurt stammenden Band Syder, die größere Erfolge über die lokalen Grenzen hinaus feiern konnte und Auftritte mit Bands wie z. B. Sinner absolvierte. ToJa war ursprünglich ein reines Studioprojekt, das sich im Laufe der Jahre zu einer Band weiterentwickelte. Das erste Album First Step entstand 1999 als komplette Eigenproduktion und wurde nicht größer kommerziell vermarktet. Da die Lieder von ToJa im erweiterten Bekanntenkreis guten Anklang fanden, entschied man sich, eine weitere CD zu produzieren, wieder ohne externe finanzielle Unterstützung. Das Album The Spirit of ToJa wurde 2006 über den Münchener Vertrieb Target Records angeboten und bekam überaus positive Kritiken. Noch vor der Veröffentlichung von The Spirit of ToJa entschied sich Andreas Ecker, aus dem Projekt auszusteigen, um eine eigene Band zu gründen. ToJa bauten daraufhin ein eigenes Studio auf, um weiterhin Lieder schreiben und aufnehmen zu können.

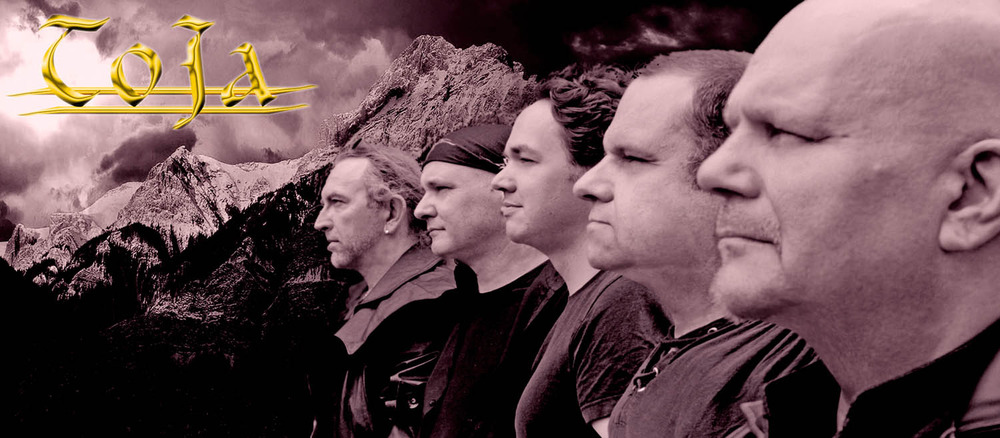
ToJa 2013

Durch einen Zufall kam man in Kontakt mit dem Blues- und Rockschlagzeuger Tim Dierks, der anbot, bei der Produktion des nächsten Albums mitzuhelfen. Sein Engagement bedeutete einen großen Schritt in der Entwicklung von ToJa. Die Erfahrung und der kreative Stil von Dierks sind auf dem dritten Album Train of Life von 2009 zu hören. Nach Dierks stieß der Bassist Oliver Dietz zur Band, der bereits mit Rinn und Thielking bei Syder zusammengespielt hatte. Zwischenzeitlich hatte man einen Deal mit dem Independent-Label Avenue of Allies an Land ziehen können, so dass das Album Train of Life international veröffentlicht werden konnte. In der Folge entschied man sich, auch öffentlich als Band aufzutreten. Aufgrund der terminlichen Zwänge waren größere Konzerte oder Tourneen noch nicht möglich. Um trotzdem den Sound von ToJa auch live umsetzen zu können, holte man als Verstärkung den Frankfurter Gitarristen Bernd Pezalla in die Band. Pezalla war Gründer der Band Syder, spielte bereits seit Jahren in unterschiedlichen Bands auch international und kannte die restlichen Mitglieder von ToJa bereits aus den Anfangstagen. In der Besetzung Rinn, Thielking, Pezalla, Dierks und Dietz machte man sich an die Produktion des 2013 bei Pure Rock Records, einem Sublabel von Pure Steel Records, weltweit veröffentlichten Albums Sad Songs of Hope, das gute Kritiken erhielt.
Am 7. Dezember 2013 erfolgte die Livepremiere bei der Release Party zum Album in Offenbach am Main mit Unterstützung des Keyboarders Martin Sulger von der Foreigner-Tribute-Band JukeBoxHero.
2017 veröffentlichte die Band das Album V. Bei allen bisherigen Veröffentlichungen wurde ToJa von dem international bekannten und anerkannten Gitarristen und Produzenten Marc Bugnard gefördert, der in den 1990er Jahren mit der Band Roko international Erfolge feiern konnte.

## Stil
Die Musik von ToJa ist an den Hardrock/Melodic Rock der 1980/90er Jahre angelehnt. Dabei deckt ToJa ein breites Spektrum ab. Schnelle Rocksongs werden gemischt mit Folkelementen und Balladen. Seit Train of Life werden auch immer mehr Elemente des AOR integriert. Die Instrumentierung ist dabei „klassisch“ angelegt mit Schlagzeug, Bass, Gesang und Gitarre.
Immer wieder setzt ToJa zudem Keyboards ein, teils klassisch angehaucht (Streicherarrangements), aber auch als Füllinstrument (Orgel, Synthesizer). Die Texte sind durchweg biographisch angelegt und beschreiben die Nöte des Alltags, Beziehungsprobleme sowie politische Themen wie Umweltschutz und Kriege.

## Diskografie
- 1999: First Step (Eigenveröffentlichung)
- 2003: The Spirit of ToJa (Eigenveröffentlichung / Target Records)
- 2009: Train of Life (Avenue of Allies)
- 2013: Sad Songs of Hope (Pure Rock Records)
- 2017: V (Pure Rock Records)